# Masny
Masny és un municipi francès, situat a la regió dels Alts de França, al departament del Nord. L'any 2006 tenia 4.497 habitants. Limita al nord amb Pecquencourt, a l'est amb Écaillon, al sud-est amb Auberchicourt, al sud amb Erchin i Monchecourt, al sud-oest amb Lewarde, a l'oest amb Loffre i al nord-oest amb Montigny-en-Ostrevent.

## Demografia
| 1962                                       | 1968  | 1975  | 1982  | 1990  | 1999  | 2006  |
| ------------------------------------------ | ----- | ----- | ----- | ----- | ----- | ----- |
| 4.158                                      | 4.554 | 4.303 | 4.485 | 4.688 | 4.571 | 4.497 |
| Des de 1962: població sense dobles comptes |       |       |       |       |       |       |

## Administració
| Període   | Identitat         | Partit |
| --------- | ----------------- | ------ |
| 2001-2008 | Claude Schaëffer  |        |
| 2008-     | Paulette Gauthiez |        |